# Giallo a Creta
Giallo a Creta (The Moon-Spinners, letteralmente dall'inglese "Le filatrici della luna") è un film del 1964 diretto da James Neilson, che rappresenta l'ultima apparizione cinematografica dell'attrice Pola Negri.
Prodotto dalla Walt Disney Pictures, è ambientato interamente a Creta.

## Trama
La giovane inglese Nikky Ferris e sua zia Frances, un'etnomusicologa, arrivano nel villaggio di Elunda, sull'isola di Creta. Affittano una camera alla locanda Moon-Spinners, sebbene l'albergatrice, Sophia, rifiuti inizialmente di accogliere le ospiti, finché il suo figlio adolescente Alexis ed anche Frances non la persuadono. Stratos, fratello maggiore di Sophia che non vuole estranei nella locanda domanda a Frances come mai abbia scelto proprio quella, quindi, pur riluttante, permette a lei e a Nikky di restare per la notte.
La sera, durante i festeggiamenti per un matrimonio alla locanda, Nikky incontra un giovane inglese di nome Mark Camford, che invita la ragazza e sua zia a cena, durante la quale adombra che in Stratos ci sia molto più di quanto appare. Mark invita poi Nikky a una nuotata mattutina nella Baia dei Delfini. Quella notte stessa, Mark segue Stratos quando si reca nello stesso posto a pescare e, mentre lo osserva, viene attaccato e ferito alla spalla da Lambis con un colpo di fucile.
La mattina successiva, Nikky scopre che Mark se n'è andato all'improvviso, ma nutre dei dubbi sulla spiegazione da parte di Sophia. Mentre fa una passeggiata all'aperto, Nikky segue delle tracce di sangue fino alla cripta di una chiesa, dove trova Mark che vi si nasconde. Mark chiede a Nikky di procurargli del materiale, rifiutando di spiegarle come gli abbiano sparato. Nikky torna con un kit di pronto soccorso, del brandy, e una coperta da viaggio. Mark sollecita Nikky e sua zia ad andare nella vicina città di Agios Nikolaos per la loro sicurezza.
Tornando alla locanda, Nikky s'imbatte in Stratos, che la sta cercando dopo aver saputo che a zia Frances mancano degli oggetti. Stratos intuisce ciò che Nikky sta cercando di nascondere e guarda nella chiesa, che trova vuota. Stratos imprigiona Nikky in un mulino a vento e incarica il suo complice Lambis di trovare Mark. Mark e Alexis successivamente liberano Nikky.
Nikky e Mark si rifugiano tra le rovine di un tempio abitato da gatti rinselvatichiti. Mark rivela di essere un ex impiegato di banca che, mentre trasportava dei gioielli dalla banca alla contessa di Fleet, era stato assalito e derubato, infine licenziato. Mark crede che il ladro sia Stratos e che questi abbia nascosto i gioielli in un qualche punto della Baia dei Delfini.
I due passano la notte nascosti nel tempio mentre Stratos dà loro la caccia. La mattina successiva, un gentiluomo chiamato Anthony Gamble (che si presenta come il console britannico) li trova e li porta con sé nella sua villa ad Agios Nikolaos dove sua moglie Cynthia si prende cura di loro. Anthony, che in realtà è in affari con Stratos, assicura la coppia che si occuperà dei malfattori.
Nikky apprende dai Gamble che una ricca signora chiamata Madame Habib sta arrivando a Creta sul suo yacht. Mark ne deduce che Stratos intenda vendere a lei i gioielli rubati. Cynthia droga Mark in modo da poterlo mandare, assieme a Nikky, a un ospedale di Atene. Per strada, Mark si sveglia e dice a Nikky che deve fermare Stratos prima che sia troppo tardi. Nikky cerca invano d'impedire che Mark se ne vada e decide di andare direttamente allo yacht di Madame Habib dopo che Stratos si è reso irreperibile con i gioielli.
Nikky racconta a Madame Habib che Stratos è un ladro e che i gioielli che le sta per vendere appartengono alla contessa di Fleet, che guarda caso è una vecchia amica della Habib. Stratos arriva per la transazione; giungono anche Mark, Frances e Alexis , che ingaggiano una lotta. Irrompe la polizia, che arresta Stratos, e Madame Habib salva la faccia restituendo i gioielli a Mark. Alexis se ne va in barca, salutando Mark e Nikky, e immaginando che quando torneranno ancora a Creta lo faranno da marito e moglie.

## Produzione
La protagonista è un po' più giovane nel film che nel romanzo, il che giustifica il fatto che sia accompagnata da sua zia invece che essere in viaggio da sola. Il film ha un tono più cupo, simile ad altri film Disney dal vivo realizzati negli anni Cinquanta e Sessanta per pubblici più generalisti, come L'isola del tesoro (1950) e Ventimila leghe sotto i mari (1954). Fu il penultimo film  live-action di Walt Disney in cui egli fu accreditato come produttore mentre era vivo.
Disney convinse l'attrice del cinema muto Pola Negri, che si era ritirata da due decenni, a tornare sullo schermo per questo film, che sarebbe stata la sua ultima prova attoriale. Per il documentario biografico del 2006 Pola Negri: Life Is a Dream in Cinema, sia la Mills che Wallach sarebbero poi stati intervistati estensivamente in merito al loro lavoro con la Negri in Giallo a Creta.

## Accoglienza

### Incassi
L'incasso negli Stati Uniti e in Canada fu stimato in 3,5 milioni di dollari

### Critica
Il critico Bosley Crowther del New York Times diede una recensione contrastante, lodando "la fiorente avvenenza della giovane attrice britannica Hayley Mills e diverse belle ambientazioni a colori sull'isola di Creta", ma definendo il film "essenzialmente un intrattenimento per il pubblico più giovane". Riferendosi agli spettatori adulti, notò che "è una pellicola in cui abbondano i toni melodrammatici standard  – il tipo che l'osservatore più smaliziato può trovare troppo pieni di cliché". Rotten Tomatoes, descrivendo il film come "un lungo racconto distillato di suspense alla Hitchcock, diluito per i consumo dei ragazzi", dà un tasso d'approvazione del 63%.